# Machraa El Ain
Machraa El Ain (franska: Machraa El Ain (CR), Machraa El Ain (Commune Rurale), arabiska: لمهادي) är en kommun i Marocko.   Den ligger i provinsen Taroudannt och regionen Souss-Massa, i den centrala delen av landet, 500 km söder om huvudstaden Rabat. Antalet invånare är 9 810.